# Bătălia de la Oltu
Bătălia de la Oltu se referă la două confruntări separate (prima 18 – 25 iunie 1920, a doua 3 – 5 septembrie 1920) între trupele Armeniei Democrate și milițiile locale turce în regiunea Oltu din Republica Democrată Georgia, care a avut ca rezultat expulzarea armenilor din regiune. 

## Cadru istoric
La sfârșitul Primului Război Mondial, Imperiul Otoman s-a aflat în tabăra învinșilor. Imperiul Rus s-a prăbușit, iar în zona Caucazului au apărut noi state independente: Georgia și Armenia. Tratatul de la Sèvres, care avea să stabilească noile frontiere ale Imperiului Otoman, nu fusese semnat încă. Regiunea Oltu, cunoscută în acea perioadă ca  Ardahan-Olty, fusese anexată de Rusia în 1878, incorporată în Georgia, care și-a asumat autoritatea de jure asupra ei în momentul în care și-a proclamat independența pe 26 msi 1918. Republica Democrată Armeană a fost proclamată după zile mai târziu, pe 28 mai. 

## Prima bătălie
Conflictul a izbucnit în momentul în care Georgia a pierdut controlul asupra provinciei vestice Oltu, iar liderii locali musulmani  au preluat controlul regiunii. Triburile locale turce au intrat în conflict cu grănicerii armeni, iar comandantul local armean a inițiat o expediție de pedepsire în adâncimea teritoriului inamic. Pe 16 iunie 1920, forțele armenilor au invadat regiunea Oltu, pe care au anexat-o. Între timp a fost semnat Tratatul de la Sèvres, care, în ciuda recunoașterii existenței statului armean independent, îi oferea controlul asupra unui teritoriu mult mai redus decât cel propus de președintele american Woodrow Wilson (Armenia Wilsoniană). .

## A doua bătălie
În august, guvernul armean a încercat să ocupe întreaga regiune Oltu. Ca răspuns, generalul Kazım Karabekir a organizat pe 3 septembrie un atac a patru batalioane, reușind să alunge trupele armenilor. Karabekir a traversat mai apoi pe 20 septembrie granița armeană, ceea ce a făcut ca guvernul armean să declare război Turciei patru zile mai târziu.